# Michael Ihiekwe
Michael Uzoukwu Absalom Jude Ihiekwe (Liverpool, 20 novembre 1992) è un calciatore inglese, difensore dello Sheffield Weds.

## Statistiche

### Presenze e reti nei club
Statistiche aggiornate al 26 novembre 2023.
| Stagione                   | Squadra                    | Campionato                 | Campionato | Campionato | Coppe nazionali | Coppe nazionali | Coppe nazionali | Coppe continentali | Coppe continentali | Coppe continentali | Altre coppe | Altre coppe | Altre coppe | Totale | Totale |
| Stagione                   | Squadra                    | Comp                       | Pres       | Reti       | Comp            | Pres            | Reti            | Comp               | Pres               | Reti               | Comp        | Pres        | Reti        | Pres   | Reti   |
| -------------------------- | -------------------------- | -------------------------- | ---------- | ---------- | --------------- | --------------- | --------------- | ------------------ | ------------------ | ------------------ | ----------- | ----------- | ----------- | ------ | ------ |
| gen.-giu. 2014             | Cheltenham Town            | FL2                        | 13         | 0          | FACup+CdL       | -               | -               | -                  | -                  | -                  | EFLT        | -           | -           | 13     | 0      |
| 2014-2015                  | Tranmere                   | FL2                        | 38         | 1          | FACup+CdL       | 4+1             | 0               | -                  | -                  | -                  | EFLT        | 3           | 0           | 46     | 1      |
| 2015-2016                  | Tranmere                   | NL                         | 35         | 2          | FACup           | 0               | 0               | -                  | -                  | -                  | FAT         | 1           | 0           | 36     | 2      |
| 2016-2017                  | Tranmere                   | NL                         | 39+3       | 2          | FACup           | 1               | 0               | -                  | -                  | -                  | FAT         | 6           | 1           | 49     | 3      |
| Totale Tranmere            | Totale Tranmere            | Totale Tranmere            | 112+3      | 5          |                 | 6               | 0               |                    | -                  | -                  |             | 10          | 1           | 131    | 6      |
| 2017-2018                  | Rotherham Utd              | FL1                        | 31+2       | 1          | FACup+CdL       | 1+1             | 0               | -                  | -                  | -                  | EFLT        | 0           | 0           | 35     | 1      |
| ago. 2018-gen. 2019        | Accrington Stanley         | FL1                        | 20         | 1          | FACup+CdL       | 2+0             | 0               | -                  | -                  | -                  | EFLT        | 1           | 0           | 23     | 1      |
| gen.-giu. 2019             | Rotherham Utd              | FLC                        | 15         | 2          | FACup+CdL       | -               | -               | -                  | -                  | -                  | -           | -           | -           | 15     | 2      |
| 2019-2020                  | Rotherham Utd              | FL1                        | 33         | 2          | FACup+CdL       | 3+2             | 2+0             | -                  | -                  | -                  | EFLT        | 0           | 0           | 38     | 4      |
| 2020-2021                  | Rotherham Utd              | FLC                        | 42         | 2          | FACup+CdL       | 1+1             | 0               | -                  | -                  | -                  | -           | -           | -           | 44     | 2      |
| 2021-2022                  | Rotherham Utd              | FL1                        | 42         | 3          | FACup+CdL       | 3+1             | 1+0             | -                  | -                  | -                  | EFLT        | 6           | 1           | 38     | 4      |
| Totale Rotherham Utd       | Totale Rotherham Utd       | Totale Rotherham Utd       | 163+2      | 10         |                 | 13              | 3               |                    | -                  | -                  |             | 6           | 1           | 184    | 14     |
| 2022-2023                  | Sheffield Weds             | FLC                        | 20+3       | 0          | FACup+CdL       | 2+3             | 0               | -                  | -                  | -                  | EFLT        | 0           | 0           | 28     | 0      |
| 2023-2024                  | Sheffield Weds             | FLC                        | 4          | 0          | FACup+CdL       | 0+1             | 0               | -                  | -                  | -                  | -           | -           | -           | 5      | 0      |
| Totale Sheffield Wednesday | Totale Sheffield Wednesday | Totale Sheffield Wednesday | 24+3       | 0          |                 | 6               | 0               |                    | -                  | -                  |             | 0           | 0           | 33     | 0      |
| Totale carriera            | Totale carriera            | Totale carriera            | 332+8      | 16         |                 | 27              | 3               |                    | -                  | -                  |             | 17          | 2           | 384    | 21     |

## Palmarès

### Club

#### Competizioni nazionali
- English Football League Trophy: 1

Rotherham United: 2021-2022